# Gran Premi Jean-Pierre Monseré
El Gran Premi Jean-Pierre Monseré és una cursa ciclista d'un dia belga que es disputa al voltant de Roeselare (Flandes Occidental). La primera edició es va disputar el 2012, i des del 2017 forma part de l'UCI Europa Tour.
La cursa ret homenatge a l'antic ciclista Jean-Pierre Monseré, Campió del Món el 1970 i mort en un tràgic accident el març de 1971.

## Palmarès
| Any  | Vencedor                 | Segon                | Tercer              |         |
| ---- | ------------------------ | -------------------- | ------------------- | ------- |
| 2012 | Frédéric Amorison        | Paavo Paajanen       | Baptiste Planckaert |         |
| 2013 | Tom Van Asbroeck         | Wouter Wippert       | Baptiste Planckaert |         |
| 2014 | Guillaume Van Keirsbulck | Mathieu van der Poel | Iljo Keisse         |         |
| 2015 | Jürgen Roelandts         | Jérôme Baugnies      | Danny van Poppel    |         |
| 2016 | Lars Boom                | Stijn Steels         | Timothy Dupont      |         |
| 2017 | Laurens Sweeck           | Roy Jans             | Jérôme Baugnies     |         |
| 2018 | André Looij              | Pierre Barbier       | Kenny Dehaes        |         |
| 2019 | suspesa                  | suspesa              | suspesa             | suspesa |
| 2020 | Fabio Jakobsen           | Timothy Dupont       | Alfdan De Decker    |         |
| 2021 | Tim Merlier              | Mark Cavendish       | Timothy Dupont      |         |
| 2022 | Arnaud De Lie            | Dries De Bondt       | Hugo Hofstetter     |         |
| 2023 | Gerben Thijssen          | Caleb Ewan           | Sam Welsford        |         |
| 2024 | Jarne Van De Paar        | Timothy Dupont       | David Dekker        |         |
| 2025 | Alexys Brunel            | Stian Fredheim       | Michiel Coppens     |         |